# Danh sách bài hát thu âm bởi Selena Gomez

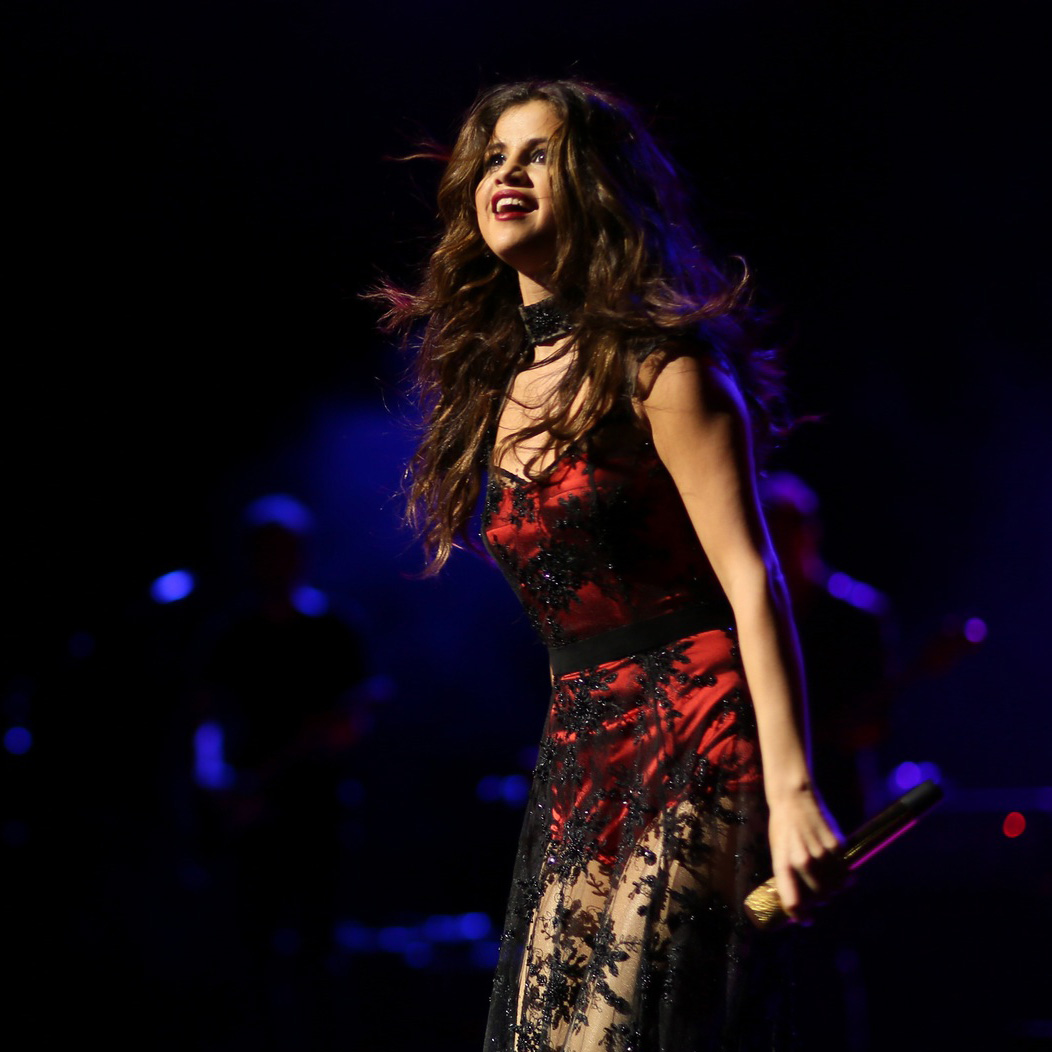
Gomez biểu diễn trong khuôn khổ Stars Dance Tour vào tháng 12 năm 2013.

Selena Gomez là một nữ diễn viên và ca sĩ người Hoa Kỳ. Năm 2008, Gomez ký hợp đồng với hãng đĩa Hollywood Records. Đĩa mở rộng đầu tay của cô, Another Cinderella Story, được phát hành vào năm 2009, bởi Razor & Tie. Album solo đầu tay của cô, Stars Dance được phát hành vào năm 2013 sau 5 năm hoạt động âm nhạc cùng nhóm nhạc Selena Gomez & the Scene. Album gồm 14 bài nhưng Gomez chỉ đồng sáng tác ba ca khúc là "Lover In Me", "Music Feels Better" và "Nobody Does It Like You".
Sau 7 năm làm việc cùng Hollywood Records, Gomez ký một hợp đồng thu âm mới với hãng Interscope Records vào năm 2014. Để chính thức chia tay Hollywood Records, Gomez đã phát hành album tuyển tập For You (2014). Album phòng thu solo thứ hai của cô, Revival, được phát hành vào cuối năm 2015. Trong album này, cô đã đồng sáng tác tổng cộng 8 bài trong tổng số 15 bài hát, bao gồm cả các đĩa đơn như "Good for You", "Hands to Myself" và "Kill Em with Kindness".

## Danh sách bài hát
| Bài hát được phát hành dưới dạng đĩa đơn | Bài hát được phát hành dưới dạng đĩa đơn          |
| #                                        | Bài hát được phát hành dưới dạng đĩa đơn quảng bá |

| Bài hát                                   | Trình diễn                                         | Sáng tác | Album                                                 | Năm  | Nguồn  |
| ----------------------------------------- | -------------------------------------------------- | --- | ----------------------------------------------------- | ---- | ------ |
| "Already Missing You"                     | Prince Royce hợp tác với Selena Gomez              | Geoffrey Rojas Selena Gomez Toby Gad Daniel Santacruz                                                                | Soy el Mismo                                          | 2013 | [ 1 ]  |
| "Bad Liar"                                | Selena Gomez                                       | Selena Gomez Julia Michaels Justin Tranter Ian Kirkpatrick David Byrne Chris Frantz Tina Weymouth                    | TBA                                                   | 2017 | [ 2 ]  |
| "Bang a Drum"                             | Selena Gomez                                       | Ralph Churchwell Michael Nielsen Joleen Belle                                                                        | Another Cinderella Story                              | 2008 | [ 3 ]  |
| "Bidi Bidi Bom Bom"                       | Selena hợp tác với Selena Gomez                    | Selena Quintanilla-Pérez A.B. Quintanilla Pete Astudillo                                                             | Enamorada de Ti                                       | 2013 | [ 4 ]  |
| "Birthday"                                | Selena Gomez                                       | Crista Russo Mike Del Rio Jacob Kasher Hindlin                                                                       | Stars Dance                                           | 2013 | [ 5 ]  |
| "Body Heat"                               | Selena Gomez                                       | Antonina Armato Tim James Chauncey Hollis Julia Michaels Justin Tranter Selena Gomez                                 | Revival                                               | 2015 | [ 6 ]  |
| "Camouflage"                              | Selena Gomez                                       | Badrilla Bourelly Christopher Braide                                                                                 | Revival                                               | 2015 | [ 6 ]  |
| "Cologne"                                 | Selena Gomez                                       | Chloe Angelides Ross Golan Mikkel S. Eriksen Kent Sundberg Cato Sundberg Selena Gomez                                | Revival                                               | 2015 | [ 6 ]  |
| "Come & Get It"                           | Selena Gomez                                       | Ester Dean Mikkel S. Eriksen T.E. Hermansen                                                                          | Stars Dance                                           | 2013 | [ 5 ]  |
| "Cruella de Vil" (cover)                  | Selena Gomez                                       | Mel Leven | Disneymania 6                                         | 2008 | [ 7 ]  |
| "Disappear"                               | Selena Gomez                                       | John Fields Will Anderson William James McAuley III                                                                  | Wizards of Waverly Place                              | 2009 | [ 8 ]  |
| "Do It"                                   | Selena Gomez                                       | Selena Gomez Antonina Armato Tim James David Jost                                                                    | For You                                               | 2014 | [ 9 ]  |
| "Everything Is Not What It Seems"         | Selena Gomez                                       | Bradley Hamilton John Adair Ryan Elder Stephen Hampton                                                               | Wizards of Waverly Place                              | 2009 | [ 10 ] |
| "Fetish"                                  | Selena Gomez hợp tác với Gucci Mane                | Chloe Angelides Brett McLaughlin Gino Barletta Jonas Jeberg Selena Gomez Joe Khajadourian Alex Schwartz Radric Davis | TBA                                                   | 2017 | [ 11 ] |
| "Forget Forever"                          | Selena Gomez                                       | Jason Evigan Clarence Coffee Alexander Izquierdo                                                                     | Stars Dance                                           | 2013 | [ 5 ]  |
| "Fly to Your Heart"                       | Selena Gomez                                       | Michelle Tumes | Tinker Bell                                           | 2008 | [ 12 ] |
| "Good for You"                            | Selena Gomez hợp tác với ASAP Rocky                | Julia Michaels Justin Tranter Nick Monson Nolan Lambroza Rakim A. Mayers Hector Delgado Selena Gomez                 | Revival                                               | 2015 | [ 6 ]  |
| "Hands to Myself"                         | Selena Gomez                                       | Justin Tranter Julia Michaels Robin Fredriksson Mattias Larsson Max Martin Selena Gomez                              | Revival                                               | 2015 | [ 6 ]  |
| "Hold On"                                 | Ben Kweller và Selena Gomez                        | Charlton Pettus Simon Steadman                                                                                       | Rudderless                                            | 2014 | [ 13 ] |
| "I Like It That Way"                      | Selena Gomez                                       | Joshua Coleman Jacob Kasher Hindlin Rickard Göransson Fransisca Hall Alexander Castillo Vasquez                      | Stars Dance                                           | 2013 | [ 5 ]  |
| "I Want You to Know"                      | Zedd hợp tác với Selena Gomez                      | Anton Zaslavski Ryan Tedder Kevin Nicholas Drew                                                                      | True Colors                                           | 2015 | [ 14 ] |
| "It Ain't Me"                             | Kygo và Selena Gomez                               | Kyrre Gørvell-Dahll Selena Gomez Andrew Watt Brian Lee Ali Tamposi                                                   | TBA                                                   | 2017 | [ 15 ] |
| "Kill Em with Kindness"                   | Selena Gomez                                       | Antonina Armato Tim James Benjamin Levin Dave Audé Selena Gomez                                                      | Revival                                               | 2015 | [ 6 ]  |
| "Like a Champion"                         | Selena Gomez                                       | Daniel James Leah Haywood Bebe Rexha Mark Myrie Leroy Sibbles                                                        | Stars Dance                                           | 2013 | [ 5 ]  |
| "Love Will Remember"                      | Selena Gomez                                       | Antonina Armato Desmond Child David Jost Tim James                                                                   | Stars Dance                                           | 2013 | [ 5 ]  |
| "Lover In Me"                             | Selena Gomez                                       | Selena Gomez Daniel James Leah Haywood Brian Lee Stuart Crichton                                                     | Stars Dance                                           | 2013 | [ 5 ]  |
| "Magic" #                                 | Selena Gomez                                       | William Lyall David Paton                                                                                            | Wizards of Waverly Place                              | 2009 | [ 16 ] |
| "Magical"                                 | Selena Gomez                                       | Daniel James Leah Haywood Shelly Peiken                                                                              | Wizards of Waverly Place                              | 2009 | [ 17 ] |
| "Me & My Girls"                           | Selena Gomez                                       | Antonina Armato Tim James Matt Morris Selena Gomez                                                                   | Revival                                               | 2015 | [ 6 ]  |
| "Me & the Rhythm" #                       | Selena Gomez                                       | Selena Gomez Justin Tranter Julia Michaels Robin Fredriksson Mattias Larsson                                         | Revival                                               | 2015 | [ 6 ]  |
| "Music Feels Better"                      | Selena Gomez                                       | Selena Gomez Daniel James Jeremy Coleman                                                                             | Stars Dance                                           | 2013 | [ 5 ]  |
| "New Classic"                             | Drew Seeley và Selena Gomez                        | Ralph Churchwell Michael Nielsen Joleen Belle                                                                        | Another Cinderella Story                              | 2008 | [ 3 ]  |
| "Nobody"                                  | Selena Gomez                                       | Julia Michaels Shane Stevens Nick Monson Selena Gomez                                                                | Revival                                               | 2015 | [ 6 ]  |
| "Nobody Does It Like You"                 | Selena Gomez                                       | Selena Gomez Toby Gad Lindy Robbins                                                                                  | Stars Dance                                           | 2013 | [ 5 ]  |
| "One and the Same"                        | Demi Lovato và Selena Gomez                        | Colleen Fitzpatrick Michael Kotch Dave Derby                                                                         | Disney Channel Playlist                               | 2009 | [ 18 ] |
| "Only You"                                | Selena Gomez                                       | Vince Clarke | 13 Reasons Why (A Netflix Original Series Soundtrack) | 2017 | [ 19 ] |
| "Outta My Hands (Loco)"                   | Selena Gomez                                       | Antonina Armato Tim James Selena Gomez                                                                               | Revival                                               | 2015 | [ 6 ]  |
| "Perfect"                                 | Selena Gomez                                       | Julia Michaels Justin Tranter Felix Snow Selena Gomez                                                                | Revival                                               | 2015 | [ 6 ]  |
| "Revival"                                 | Selena Gomez                                       | Antonina Armato Tim James Chauncey Hollis Julia Michaels Justin Tranter Adam Schmalholz Selena Gomez                 | Revival                                               | 2015 | [ 6 ]  |
| "Rise"                                    | Selena Gomez                                       | Antonina Armato Tim James Chauncey Hollis Adam Schmalholz Selena Gomez                                               | Revival                                               | 2015 | [ 6 ]  |
| "Same Old Love"                           | Selena Gomez                                       | Tor Hermansen Mikkel Eriksen Benjamin Levin Charlotte Aitchison Ross Golan                                           | Revival                                               | 2015 | [ 6 ]  |
| "Save the Day"                            | Selena Gomez                                       | Mitch Allan Jason Evigan Olivia Waithe                                                                               | Stars Dance                                           | 2013 | [ 5 ]  |
| "Send It On" #                            | Disney's Friends for Change                        | Adam Anders Nikki Hassman Peer Åström                                                                                | —                                                     | 2009 | [ 20 ] |
| "Shake It Up" #                           | Selena Gomez                                       | Jeannie Lurie Aris Archontis Chen Neeman                                                                             | Shake It Up: Break It Down                            | 2013 | [ 21 ] |
| "Slow Down"                               | Selena Gomez                                       | Lindy Robbins Julia Michaels Niles Hollowell-Dhar David Kuncio Freddy Wexler                                         | Stars Dance                                           | 2013 | [ 5 ]  |
| "Sober"                                   | Selena Gomez                                       | Chloe Angelides Jacob Kasher Hindlin Julia Michaels Tor Hermansen Mikkel Eriksen                                     | Revival                                               | 2015 | [ 6 ]  |
| "Stars Dance"                             | Selena Gomez                                       | Antonina Armato Tim James Adam Schmalholz                                                                            | Stars Dance                                           | 2013 | [ 5 ]  |
| "Survivors"                               | Selena Gomez                                       | Ross Golan Steve Mac                                                                                                 | Revival                                               | 2015 | [ 6 ]  |
| "Tell Me Something I Don't Know" #        | Selena Gomez                                       | Antonina Armato Ralph Churchwell Michael Nielsen                                                                     | Another Cinderella Story                              | 2008 | [ 3 ]  |
| "The Heart Wants What It Wants"           | Selena Gomez                                       | Selena Gomez Antonina Armato Tim James David Jost                                                                    | For You                                               | 2014 | [ 9 ]  |
| "Trust Nobody"                            | Cashmere Cat hợp tác với Selena Gomez & Tory Lanez | Magnus August Høiberg Benjamin Levin Adam King Feeney Brittany Talia Hazzard Selena Gomez Daystar Peterson           | 9                                                     | 2016 | [ 22 ] |
| "Trust in Me" (cover)                     | Selena Gomez                                       | Robert B. Sherman Richard M. Sherman                                                                                 | Disneymania 7                                         | 2010 | [ 23 ] |
| "Undercover"                              | Selena Gomez                                       | Niles Hollowell-Dhar Lindy Robbins Julia Michaels Rome Ramirez                                                       | Stars Dance                                           | 2013 | [ 5 ]  |
| "We Don't Talk Anymore"                   | Charlie Puth hợp tác với Selena Gomez              | Charlie Puth Jacob Kasher Hindlin Selena Gomez                                                                       | Nine Track Mind                                       | 2016 | [ 24 ] |
| "Whoa Oh! (Me vs. Everyone) (phối lại)" # | Forever the Sickest Kids hợp tác với Selena Gomez  | Austin Bello Caleb Turman Jonathan Cook                                                                              | —                                                     | 2009 | [ 25 ] |
| "Write Your Name"                         | Selena Gomez                                       | Daniel James Leah Haywood Arnthor Birgisson                                                                          | Stars Dance                                           | 2013 | [ 5 ]  |